# كأس الاتحاد الآسيوي 2010
كأس الاتحاد الآسيوي 2010 هو النسخة السابعة من كأس الاتحاد الآسيوي وتتنافس فيه أندية المستوى الثاني للإتحادات الأعضاء في الاتحاد الآسيوي لكرة القدم.
الفرق المتأهلة للبطولة في هذه النسخة تم تعيينها وفق نظام جديد طبق بدءا من النسخة السابقة في عام 2009 إثر قيام الاتحاد الآسيوي لكرة القدم بتغيير شكل دوري أبطال آسيا والتغييرات الكبيرة في الطريقة التي تدار بها المنافسة.

## التأهيل
تشارك ما مجموعه 32 ناديا في كأس الاتحاد الآسيوي لعام 2010. وفق التصنيف المطبق للإتحادات الأعضاء في الاتحاد الآسيوي لعام 2009. وقد تتغير حصص بعض الاتحادات وفقا لأداء فرقها في دوري أبطال آسيا 2010
- 2 فرق مشاركة من الاتحادات التالية:  لبنان،  البحرين,  ماليزيا,  هونغ كونغ,  العراق,  الأردن,  الكويت,  عمان,  المالديف,  سوريا,،  اليمن
- 1 فرق مشاركة من الاتحادات التالية:  سنغافورة,  تايلند,  الهند,  أوزبكستان،  فيتنام
- 6 فرق من الخاسرين من التصفيات التأهيلية لبطولة دوري أبطال آسيا 2009. أو تلك الفرق التي لم تحقق متطلبات الاتحاد الآسيوي للمشاركة في دوري ابطال آسيا.

## المسابقة
- تشارك فرق العراق والكويت في بطولة كأس الاتحاد الآسيوي للمرة الثانية في تاريخها، في حين أن الأندية السورية تعود إلى الظهور مرة أخرى في المنافسة بعد فوزها في النسخة الافتتاحية (نادي الجيش) في عام 2004.
- تحصلت البلدان الأخرى وهي الأردن والبحرين وعمان ولبنان واليمن والهند وهونغ كونغ وماليزيا وجزر المالديف. كل بلد على مقعدين، في حين أن سنغافورة وتايلاند وفيتنام سوف تشارك بفريق واحد بالإضافة إلى النادي الذي يلعب في التصفيات التأهيلية من دوري أبطال آسيا.
- ما مجموعه 32 فريقا تشارك في البطولة (20 من غرب آسيا والهند، و 12 من شرق آسيا).
- وهذه الفرق ستكون مقسمة إلى ثماني مجموعات. خمس من هذه المجموعات ستضم فرق غرب آسيا، وثلاث مجموعات سوف يشكلون فرق شرق آسيا.
- سوف يتأهل فريقان من كل مجموعة لدور ال 16، حيث ستلعب مباراة واحدة بنظام خروج المغلوب.
- الدور ربع النهائي ونصف النهائي والنهائي سيكون بنظام الذهاب والإياب.

## الفرق المشاركة
في 26 نوفمبر 2009 أعلن الاتحاد الآسيوي لكرة القدم قائمة الفرق المشاركة في البطولة.

### التصفيات التأهيلية
| غرب آسيا | غرب آسيا                                     |
| الفريق   | التأهيل                                      |
| -------- | -------------------------------------------- |
| الريان   | دوري نجوم قطر 2008–09 المركز الثالث          |
| ناساف    | دوري أوزبكستان لكرة القدم 2009 المركز الثالث |

### مرحلة المجموعات
| غرب آسيا                                   | غرب آسيا                                                           | غرب آسيا | غرب آسيا   |
| الفريق                                     | التأهيل                                                            | المشاركة | آخر مشاركة |
| ------------------------------------------ | ------------------------------------------------------------------ | -------- | ---------- |
| الكويت                                     | كأس الاتحاد الآسيوي 2009 البطل1                                    | الثانية  | 2009       |
| المحرق                                     | الدوري البحريني الممتاز 2008-09 البطل                              | الخامسة  | 2009       |
| الرفاع                                     | الدوري البحريني الممتاز 2008-09 الوصيف                             | الأولى   |            |
| الهند                                      | كأس الاتحاد 2009 البطل                                             |          |            |
| أربيل2                                     | الدوري العراقي الممتاز 2008–09 البطل                               | الأولى   | 2009       |
| النجف2                                     | الدوري العراقي الممتاز 2008–09 الوصيف                              | الثانية  |            |
| الوحدات                                    | الدوري الأردني للمحترفين 2008–09 البطل                             | الخامسة  | 2009       |
| شباب الأردن                                | الدوري الأردني للمحترفين 2008–09 الوصيف                            | الثالثة  | 2008       |
| القادسية                                   | الدوري الكويتي 2008/2009 البطل                                     | الأولى   |            |
| كاظمة                                      | الدوري الكويتي 2008/2009 الوصيف                                    | الأولى   |            |
| النجمة                                     | الدوري الممتاز لكرة القدم (لبنان) 2008–09 البطل                    | الخامسة  | 2007       |
| العهد                                      | كأس الاتحاد 2009 البطل                                             | الرابعة  | 2009       |
| النهضة                                     | الدوري العماني 2009 البطل                                          | الثانية  | 2008       |
| الكرامة                                    | الدوري السوري 2008–09 البطل ووصيف نسخة 2009 من كأس الاتحاد الاسيوي | الثانية  | 2009       |
| الاتحاد                                    | الدوري السوري 2008–09 الوصيف                                       | الأولى   |            |
| الجيش                                      | الدوري السوري 2008–09 الثالث                                       | الثانية  | 2004       |
| الهلال الساحلي                             | الدوري اليمني لكرة القدم 2009 البطل                                | الرابعة  | 2009       |
| الأهلي                                     | كأس الرئيس اليمني 2009 البطل                                       | الثانية  | 2008       |
| [[تصنيف:صفحات تستخدم رمز علم غير موجود\|]] | المتأهل من التصفيات الـاهيلية                                      |          |            |
| [[تصنيف:صفحات تستخدم رمز علم غير موجود\|]] | الخاسرين من التصفيات التأهيلية من دوري أبطال آسيا 2010             |          |            |
| [[تصنيف:صفحات تستخدم رمز علم غير موجود\|]] | الخاسرين من التصفيات التأهيلية من دوري أبطال آسيا 2010             |          |            |

| شرق آسيا           | شرق آسيا                                               | شرق آسيا  | شرق آسيا   |
| الفريق             | التأهيل                                                | المشا ركة | آخر مشاركة |
| ------------------ | ------------------------------------------------------ | --------- | ---------- |
| جنوب الصين         | دوري هونغ كونغ 2008-09 البطل                           | الثالثة   | 2000       |
| تاي بو             | كأس الاتحاد 2008–09 البطل                              | الأولى    |            |
| بيرسيو             | الدوري الأندونيسي 2008–09 الوصيف                       | الأولى    |            |
| سلاغور             | دوري السوبر 2009 البطل                                 | الثانية   | 2006       |
| في بي              | دوري ديفيهي 2009 البطل                                 | الثانية   | 2009       |
| فيكتوري            | كأس الاتحاد 2009 البطل                                 | الثالثة   | 2008       |
| غيلانغ يونايتد     | كأس سنغافورة 2009 البطل                                | الثانية   | 2004       |
| ثاي بورت           | كأس الاتحاد 2009 البطل                                 | الأولى    |            |
| بينه دونغ          | الدوري الفيتنامي 2009 الوصيف                           | الثانية   | 2009       |
| نادي سريويجايا     | الخاسرين من التصفيات التأهيلية من دوري أبطال آسيا 2010 |           |            |
| ماونغ ثونغ يونايتد | الخاسرين من التصفيات التأهيلية من دوري أبطال آسيا 2010 |           |            |
| دا نانغ            | الخاسرين من التصفيات التأهيلية من دوري أبطال آسيا 2010 |           |            |

1 تأهل نادي الكويت مباشرة إلى كأس الاتحاد الآسيوي بعد فشله في تحقيق متطلبات المشاركة في دوري أبطال آسيا 2010 بصفته بطل كأس الاتحاد الآسيوي 2009.

2 تم تعليق مشاركة الأندية العراقية بعد قرار إيقاف عضوية الاتحاد العراقي لكرة القدم من قبل الاتحاد الدولي لكرة القدم..واستبعدت الأندية نهائيا من البطولة بعد انقضاء المهلة المقررة لتعديل الأوضاع 

## دور المجموعات

### المجموعة الأولى
| الفريق      | لعب | فاز | تعادل | خسر | له | عليه | +\- | النقاط |
| ----------- | --- | --- | ----- | --- | -- | ---- | --- | ------ |
| الكرامة     | 6   | 4   | 2     | 0   | 12 | 4    | 8+  | 14     |
| شباب الأردن | 6   | 3   | 3     | 0   | 13 | 5    | 8+  | 12     |
| صحم         | 6   | 1   | 2     | 3   | 5  | 11   | 6−  | 5      |
| الأهلي      | 6   | 0   | 1     | 5   | 3  | 13   | 10− | 1      |

### المجموعة الثانية
| الفريق         | لعب | فاز | تعادل | خسر | له | عليه | +\- | النقاط |
| -------------- | --- | --- | ----- | --- | -- | ---- | --- | ------ |
| الكويت         | 4   | 2   | 2     | 0   | 13 | 5    | 8+  | 8      |
| تشرشل بروذرز   | 4   | 2   | 1     | 1   | 6  | 10   | 4–  | 7      |
| الهلال الساحلي | 4   | 0   | 1     | 3   | 3  | 7    | 4–  | 1      |

### المجموعة الثالثة
| الفريق | لعب | فاز | تعادل | خسر | له | عليه | +\- | النقاط |
| ------ | --- | --- | ----- | --- | -- | ---- | --- | ------ |
| كاظمة  | 6   | 4   | 1     | 1   | 6  | 3    | 3+  | 13     |
| ناساف  | 6   | 3   | 2     | 1   | 12 | 4    | 8+  | 11     |
| الجيش  | 6   | 2   | 2     | 2   | 10 | 8    | 2+  | 8      |
| العهد  | 6   | 0   | 1     | 5   | 5  | 18   | 13– | 1      |

### المجموعة الرابعة
| الفريق          | لعب | فاز | تعادل | خسر | له | عليه | +\- | النقاط |
| --------------- | --- | --- | ----- | --- | -- | ---- | --- | ------ |
| نادي إيست بنغال | 0   | 0   | 0     | 0   | 0  | 0    | 0   | 0      |
| النجمة          | 0   | 0   | 0     | 0   | 0  | 0    | 0   | 0      |
| القادسية        | 0   | 0   | 0     | 0   | 0  | 0    | 0   | 0      |
| الاتحاد         | 0   | 0   | 0     | 0   | 0  | 0    | 0   | 0      |

### المجموعة الخامسة
| الفريق  | لعب | فاز | تعادل | خسر | له | عليه | +\- | النقاط |
| ------- | --- | --- | ----- | --- | -- | ---- | --- | ------ |
| الريان  | 2   | 2   | 0     | 0   | 7  | 4    | 3+  | 6      |
| الرفاع  | 2   | 2   | 0     | 0   | 3  | 1    | 2+  | 6      |
| النهضة  | 2   | 0   | 0     | 2   | 2  | 4    | 2–  | 0      |
| الوحدات | 2   | 0   | 0     | 2   | 3  | 6    | 3–  | 0      |

### المجموعة السادسة
| الفريق         | لعب | فاز | تعادل | خسر | له | عليه | +\- | النقاط |
| -------------- | --- | --- | ----- | --- | -- | ---- | --- | ------ |
| نادي سريويجايا | 4   | 2   | 1     | 1   | 8  | 3    | 5+  | 7      |
| بينه دونغ      | 4   | 2   | 1     | 1   | 5  | 2    | 3+  | 7      |
| سلاغور         | 4   | 1   | 1     | 2   | 7  | 8    | 1−  | 4      |
| فيكتوري        | 4   | 1   | 1     | 2   | 2  | 9    | 7−  | 4      |

### المجموعة السابعة
| الفريق             | لعب | فاز | تعادل | خسر | له | عليه | +\- | النقاط |
| ------------------ | --- | --- | ----- | --- | -- | ---- | --- | ------ |
| جنوب الصين         | 5   | 3   | 1     | 1   | 9  | 4    | 5+  | 10     |
| ماونغ ثونغ يونايتد | 5   | 3   | 1     | 1   | 10 | 5    | 5+  | 10     |
| في بي              | 5   | 3   | 0     | 2   | 11 | 8    | 3+  | 9      |
| بيرسيو             | 5   | 0   | 0     | 5   | 6  | 19   | 13− | 0      |

### المجموعة الثامنة
| الفريق         | لعب | فاز | تعادل | خسر | له | عليه | +\- | النقاط |
| -------------- | --- | --- | ----- | --- | -- | ---- | --- | ------ |
| ثاي بورت       | 0   | 0   | 0     | 0   | 0  | 0    | 0   | 0      |
| تاي بو         | 0   | 0   | 0     | 0   | 0  | 0    | 0   | 0      |
| غيلانغ يونايتد | 0   | 0   | 0     | 0   | 0  | 0    | 0   | 0      |
| دا نانغ        | 0   | 0   | 0     | 0   | 0  | 0    | 0   | 0      |

## الأدوار النهائية

### دور الستة عشر
المباريات لعب في 11 و 12 مايو 2010.
| فريق 1         | نتيجة             | فريق 2             |
| -------------- | ----------------- | ------------------ |
| الكرامة        | 1–0               | ناساف              |
| كاظمة          | 1–1 (و.إ) (6–5 ر) | شباب الأردن        |
| الريان         | 1–1 (و.إ) (2–4 ر) | ماونغ ثونغ يونايتد |
| جنوب الصين     | 1–3               | الرفاع             |
| الكويت         | 1–1 (و.إ) (4–5 ر) | الاتحاد            |
| القادسية       | 2–1               | تشرشل بروذرز       |
| نادي سريويجايا | 1–4               | ثاي بورت           |
| دا نانغ        | 4–3 (و.إ)         | بينه دونغ          |

### الدور ربع النهائي
قرعة الأدوار المتبقية في المسابقة عقدت في كوالا لمبور، ماليزيا يوم 25 مايو، 2010. نظرا لقوانين لحماية سيادة البلدان المشاركة، إذا كان هناك ناديين من نفس البلد، فإنها لن تواجه بعضها البعض في الدور ربع النهائي. ولذالك لن تتم هناك مواجهاك بين الأندية المشاركة من سوريا، الكويت وتايلاند في الدور ربع النهائي.
المباريات سوف تلعب في 14 و 22 سبتمبر 2010.

### دور الثمانية
مباريات الذهاب لعبت في 5 أكتوبر، ومباريات الإياب في أكتوبر 19، 2010.
| الفريق الأول       | إجم. | الفريق الثاني | مباراة الذهاب | مباراة الإياب |     |
| ------------------ | ---- | ------------- | ------------- | ------------- | --- |
| ماونغ ثونغ يونايتد | 1–2  | الاتحاد       |               | 1–0           | 0–2 |
| الرفاع             | 3–4  | القادسية      |               | 2–0           | 1–4 |

### نهائي
| القادسية | ضد | الاتحاد                                                               |
| -------- | -- | --------------------------------------------------------------------- |
| 1        |    | 1 (و.إ) (ض.ج) 2-4 انتهت المباراة بفوز نادي الاتحاد السوري في البطولة. |